# Polski Uniwersytet Ludowy w Mińsku
Polski Uniwersytet Ludowy w Mińsku – niepaństwowa instytucja edukacyjna działająca na początku lat 90. XX wieku w Mińsku, która stawiała sobie za cel organizowanie życia intelektualnego mniejszości polskiej na Białorusi, pomoc w procesie odradzania jej tożsamości narodowej, a także popularyzowanie problematyki z zakresu historii, literatury i kultury polskiej; prowadziła swoją działalność w formie sesji plenarnych, na których wykładali naukowcy z Polski we współpracy z uczonymi z Białorusi.

## Historia
W drugiej połowie lat 80. XX wieku w ZSRR doszło do zmian politycznych i gospodarczych określanych mianem pieriestrojki. W ich wyniku nastąpiła m.in. liberalizacja w zakresie oświaty mniejszości narodowych. W Białoruskiej SRR, zamieszkanej przez znaczącą polską mniejszość narodową, pojawiać się zaczęły inicjatywy i instytucje mające na celu odbudowę i rozwój polskiej oraz polskojęzycznej oświaty. Proces ten kontynuowany był po ogłoszeniu niepodległości przez Białoruś. Na początku lat 90. jednym z podejmowanych w tej dziedzinie przedsięwzięć były tzw. polskie uniwersytety ludowe. Miały one za zadanie, dopełniając państwowy system oświaty, zapewnić dorosłym i młodzieży w wieku pozaszkolnym możliwość zdobywania wiedzy na temat historii, literatury i kultury polskiej, a także uzupełnienie wykształcenia ogólnego. Ich celem było także podtrzymanie świadomości narodowej Polaków zamieszkujących Białoruś. Placówki tego rodzaju zostały utworzone w Baranowiczach, Brześciu i Mińsku. Nie wydawały oficjalnie uznawanych dyplomów ukończenia.
Polski Uniwersytet Ludowy w Mińsku rozpoczął działalność 24 października 1992 roku. Zgodnie z decyzją Zarządu Głównego Polskiego Towarzystwa Naukowego na Białorusi jego siedzibą został tamtejszy Dom Przyjaźni. Na jego inaugurację przybyli przedstawiciele Narodowej Akademii Nauk Białorusi, Ministerstwa Edukacji Republiki Białorusi, naukowcy z Wydziału Historii Białoruskiego Uniwersytetu Państwowego (BUP), przedstawiciele Towarzystwa „Białoruś-Polska”, Polskiego Towarzystwa Naukowego na Białorusi (PTNnB), Związku Polaków na Białorusi. Obecni byli także naukowcy z Polski: profesorowie Wiesław Balcerak, Jan Lewandowski, Adam Kaucki i Tadeusz Dambowski. Uroczystego błogosławieństwa udzielił ksiądz Uładzisłau Zawalniuk, proboszcz rzymsko-katolickiej parafii św. Szymona i św. Heleny w Mińsku. Prof. dr hab. Wiesław Balcerak wygłosił wykład inauguracyjny na temat stosunków białorusko-polskich w latach 1918–1921. Prezes Towarzystwa „Białoruś-Polska”, Leanid Łojka wyrażał chęć pomocy polskiej uczelni i proponował utworzenie Rady Narodowej, której zadaniem byłaby organizacja pomocy materialnej dla placówki oraz pozyskiwanie białoruskich i polskich sponsorów.
Uniwersytet działał najbardziej dynamicznie w pierwszych dwóch latach swojego istnienia. Ostatnie informacje na jego temat dotyczą planów działalności na 1995 rok. Ze względu na brak materiału źródłowego nie wiadomo, czy zostały one zrealizowane, i jak długo potem placówka kontynuowała działalność.

## Wykładowcy i współpracownicy

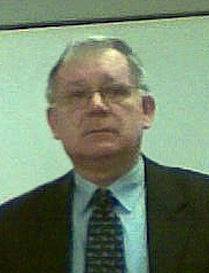
Roman Bäcker – jeden z wykładowców uniwersytetu

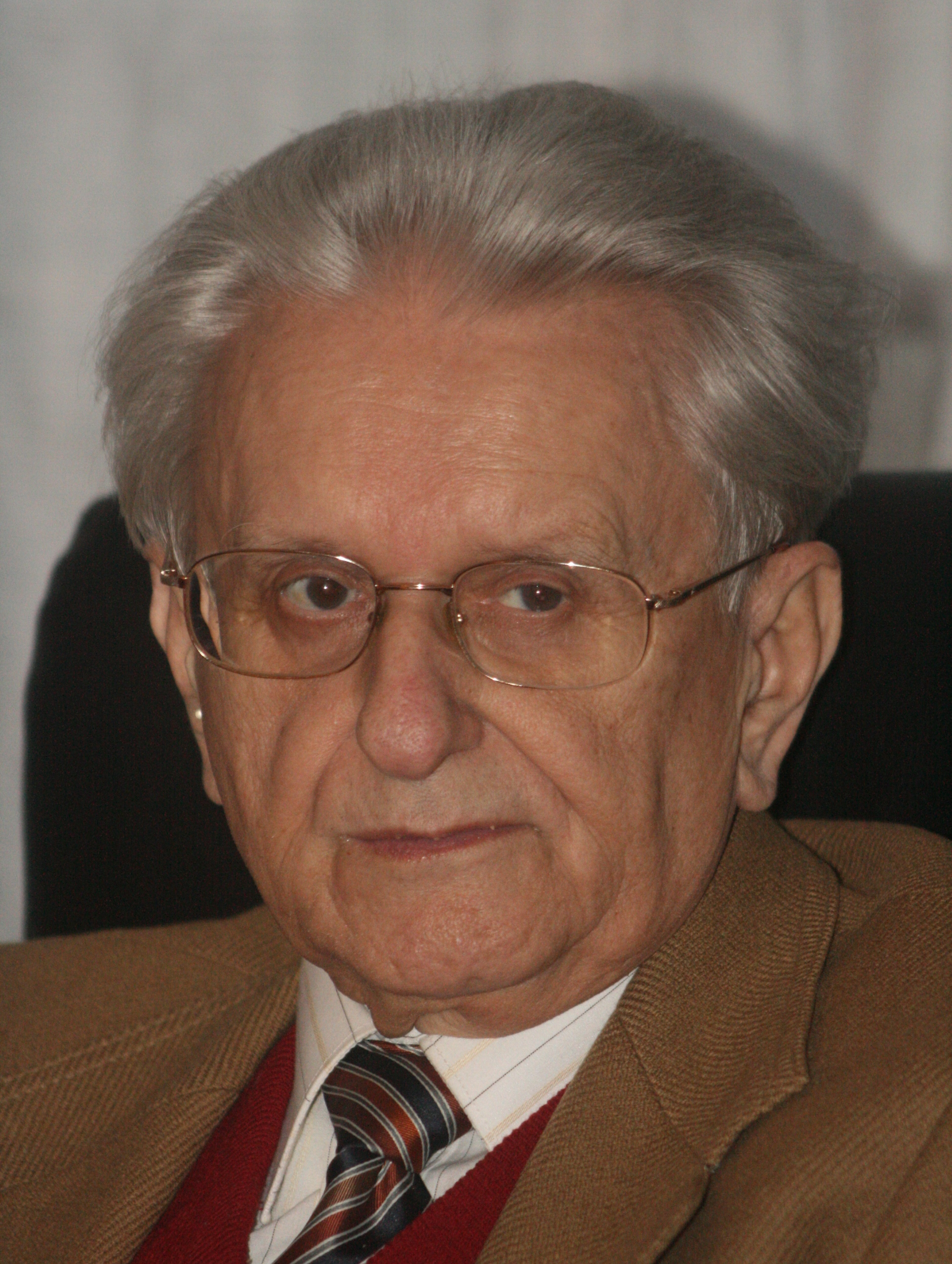
Cezary Chlebowski – jeden z uczestników sesji plenarnych uniwersytetu

Na stanowisko rektora uczelni został wybrany jednogłośnie Zygmunt Boradyn – historyk z Nowogródka, wykładowca Instytutu Języków Obcych. Razem z prezesem PTNnB doc. dr. Czesławem Bieńkowskim z Wydziału Historii BUP mieli oni największy udział w realizacji projektu powołania do życia Polskiego Uniwersytetu Ludowego w Mińsku. Prof. dr hab. Sławomir Kalembka, prezes Toruńskiego Oddziału Stowarzyszenia „Wspólnota Polska” opracowywał programy wykładów, dobierał prelegentów i finansował ich przyjazd do Mińska. Wykłady prowadzili pracownicy Uniwersytetu Mikołaja Kopernika w Toruniu: prof. dr hab. Stanisław Alexandrowicz, dr Andrzej Nieuważny, prof. dr hab. Stanisław Kallas i dr Roman Bäcker. Kursy przygotowawcze dla kandydatów na studia w Polsce prowadzili pracownicy naukowi z Polskiej Macierzy Szkolnej i inni z Białorusi.

## Organizacja i tematyka zajęć
Podstawę działalności Uniwersytetu stanowiły sesje plenarne prowadzone przez zaproszonych z Polski wykładowców akademickich oraz innych pracowników naukowych przy współpracy z uczonymi z Białorusi. Był on instytucją otwartą, dostępną dla wszystkich chętnych bez względu na narodowość i wyznanie. W jego ramach planowano utworzenie Polskiej Szkoły Biznesu oraz Klubu Myśli Chrześcijańskiej. Ten ostatni powstał w 1993 roku z pomocą PTNnB i Kościoła katolickiego w Mińsku, przy znacznym wkładzie Aliny Nowikowej. Jedną z pierwszych inicjatyw zrealizowanych przez Uniwersytet były także prowadzone w Mińsku kursy dla kandydatów na studia w Polsce.
Podobnie jak utworzony wcześniej Polski Uniwersytet Ludowy w Brześciu, placówka stawiała sobie za cel organizowanie życia intelektualnego polskiej mniejszości na Białorusi, pomoc w procesie odradzania jej tożsamości narodowej, a także popularyzowanie problematyki z zakresu historii, literatury i kultury polskiej. Wykłady koncentrowały się wokół następującej tematyki: powstanie styczniowe „Za Wolność Waszą i Naszą” (130 rocznica); losy Polaków na ziemiach Wielkiego Księstwa Litewskiego; historia Ziem I Rzeczypospolitej pod panowaniem carskim (1795–1917) i miejsca walk narodowowyzwoleńczych Polaków; 500-lecie Sejmu Polskiego, współczesna scena polityczna w Polsce.
W sesji plenarnej poświęconej 50. rocznicy powstania Armii Krajowej i jej działalności na ziemiach wschodnich II Rzeczypospolitej wzięli udział: prof. dr hab. Tomasz Strzembosz z Katolickiego Uniwersytetu Lubelskiego, dr Andrzej Chmielarz i dr Henryk Piskunowicz z Wojskowego Instytutu Historycznego, a także publicysta Cezary Chlebowski. W obradach aktywnie uczestniczyli obecni na sali białoruscy naukowcy: prof. Alaksiej Litwin, prof. Alaksandr Chackiewicz i dr Uładzimir Hulenka. Sesja przekształciła się wówczas w międzynarodową konferencję naukową.
Samodzielnie dzięki wysiłkom członków Polskiego Uniwersytetu Ludowego w Mińsku zorganizowano także sesje poświęcone twórczości Adama Mickiewicza, Stanisława Moniuszki, literaturze polskiej okresu międzywojennego i kolejnej rocznicy Konstytucji 3 maja. Z inicjatywy prezesa Klubu Myśli Chrześcijańskiej Aliny Nowikowej zorganizowano imprezę z udziałem duchownych na temat polskich tradycji świąt Bożego Narodzenia i Wielkiej Nocy. W 1995 roku rektorat uczelni planował przeprowadzenie sesji poświęconych: 50-leciu akcji „Burza” i powstania warszawskiego, 55. rocznicy wojny obronnej Polski 1939 roku i 425-leciu unii lubelskiej. Nie jest wiadome, czy plany te udało się zrealizować. Zdaniem Agnieszki Grędzik-Radziak, Polski Uniwersytet Ludowy w Mińsku był sprawnie działającą placówką.